# Avet del Caucas
L'avet del Caucas (Abies nordmanniana) és una espècie de conífera de la família Pinaceae originària de les muntanyes de l'oest i de l'est de la mar Negra, a Turquia, Geòrgia, el Caucas de Rússia, la part nord d'Armènia, la part nord-oest d'Azerbaidjan. Es presenta a altituds d'entre 900 i 2.200 m en zones de muntanya amb més de 1.000 litres de pluviometria anual.
La seva distribució actual reflecteix els refugis de bosc de les edats glacials que hi va haver a l'est i sud de la Mar Negra.

## Característiques
És un arbre que arriba a fer 60 m d'alt i alguns espècimens han arribat fins a 85 m, essent els arbres més alts d'Europa.
Les seves fulles són aciculars d'1,8-3,5 cm de llarg i 2 mm d'amplada per 0,5 mm de gruix. Les seves pinyes fan 10-20 cm de llargada i 4-5 cm d'amplada amb unes 150-200 escates, es desintegren quan són madures per alliberar les llavors.

## Taxonomia
Hi ha dues subespècies (tractades com espècies diferents per alguns botànics), barrejant-se quan es troben al nord de Turquia a una longitud aproximada de 36°E:
- Avet del Caucas Abies nordmanniana subsp. nordmanniana. Nadiu de les muntanyes del Caucas, amb els brots sovint pubescents (pilosos).
- Avet de Turquia Abies nordmanniana subsp. equi-trojani (sinònim A. bornmuelleriana, A. equi-trojani). Nadiu del nord-oest de Turquia des del Mont Ida cap a l'est a uns 36°E. Els brots normalment són glabres (sense pilositat).

Aquesta espècie rep el nom científic pel zoòleg finlandès Alexander von Nordmann (1803-1866), professor de botànica a Odessa.

## Usos
Aquest avet és un dels que més es fan servir com arbre de Nadal, ja que les seves fulles no cauen de seguida quan es talla l'arbre.
També es planta com arbre de parcs i jardins, hi ha una cultivar de fulles daurades, i com espècie en silvicultura.
La seva fusta, com la de tots els avets és relativament tova i es pot fer servir per a la construcció.

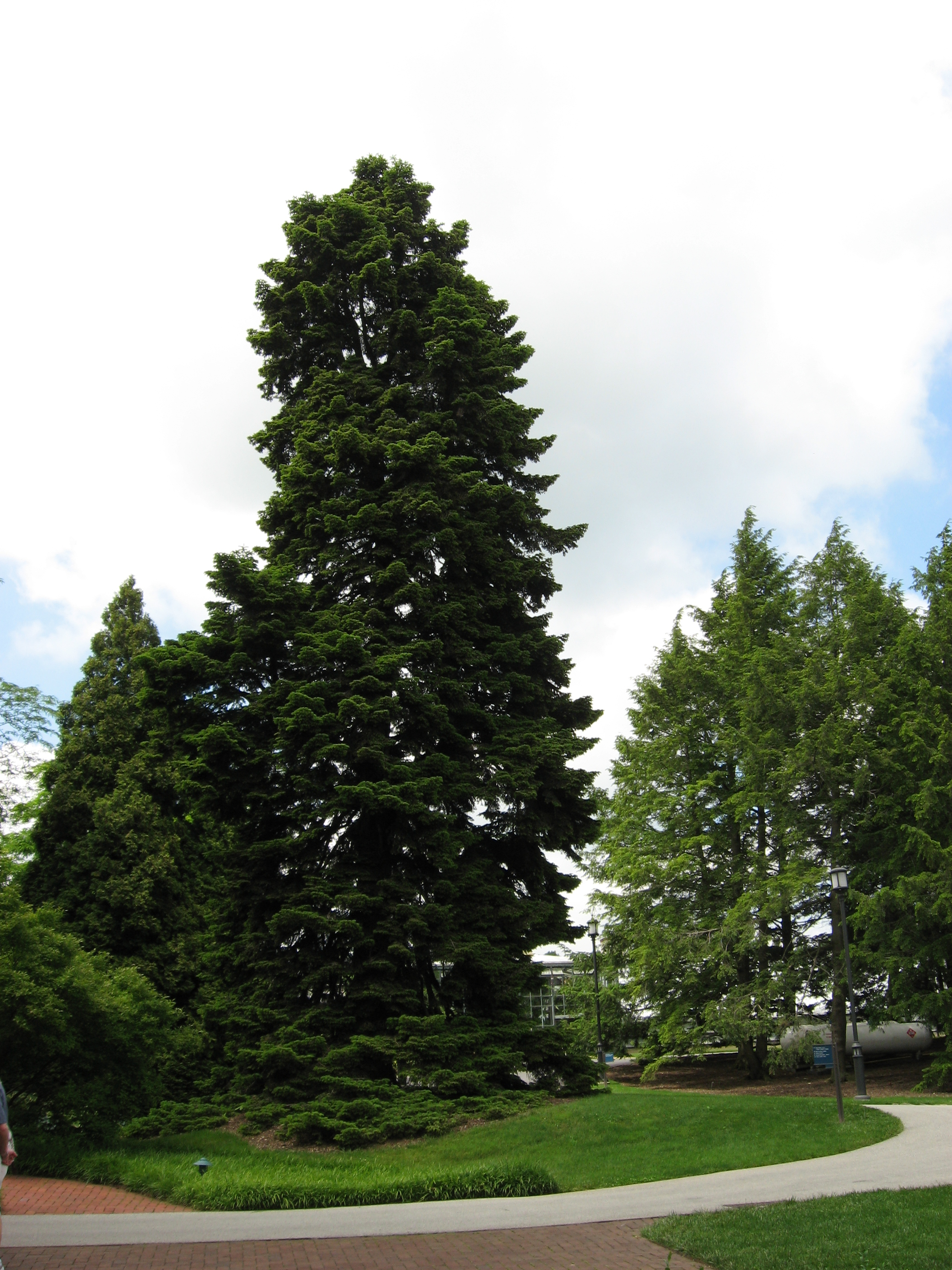
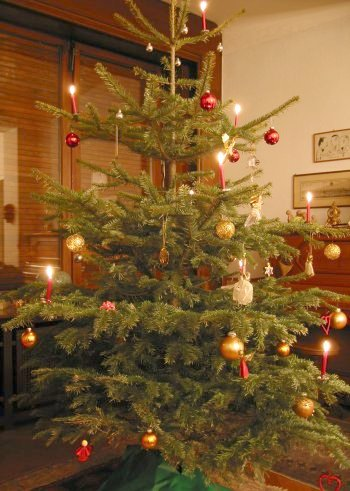
Avet del Caucas com arbre de Nadal